# Dusona wilsoni
Dusona wilsoni là một loài tò vò trong họ Ichneumonidae.